# Arachnomimus bicolor
Arachnomimus bicolor är en insektsart som beskrevs av Lucien Chopard 1928. Arachnomimus bicolor ingår i släktet Arachnomimus och familjen syrsor. Inga underarter finns listade i Catalogue of Life.